# Caenota plicata
Caenota plicata är en nattsländeart som beskrevs av Mosely in Mosely och Douglas E. Kimmins 1953. Caenota plicata ingår i släktet Caenota och familjen Calocidae. Inga underarter finns listade i Catalogue of Life.